# Old Delhi
Vieux Delhi ou Old Delhi (hindi : पुरानी दिल्ली ; ourdou : پرانی دلی ; pendjabi : ਪੁਰਾਣੀ ਦਿੱਲੀ ; ou purānī dillī dans chacune de ces langues), est une ville fortifiée de l'Inde. Elle a été fondée par Shâh Jahân en 1639, et fut ainsi également nommée Shahjahanabad (persan : شاه‌جهان‌آباد ; ourdou : شاہجہان آباد ; hindi : शाहजहानाबाद ; c'est-à-dire la « Cité de Shah Jahan »). Elle est restée la capitale des Moghols jusqu'à la fin de la dynastie moghole,. Elle était remplie de demeures de membres de la cour royale, de mosquées et de jardins. Aujourd'hui, bien qu'elle soit devenue surpeuplée et délabrée, elle reste le cœur symbolique et patrimonial de Delhi.
Depuis 2012, Old Delhi est administré par la commune de Delhi Nord.

## Murs et portes
Old Delhi fait environ le quart d'un cercle, avec le Fort Rouge comme point central. La vieille ville d'Old Delhi est entourée d'un mur d'enceinte d'environ 1500 acres (6,1 km2) et de 14 portes. Dans la période moghole, les portes étaient verrouillées la nuit. Une large partie des murs ont été abattus et la plupart des portes ont disparues, mais certaines sont toujours présentes et leur souvenir est préservé dans la toponymie des lieux (Kashmere Gate, Ajmere Gate, Turkman Gate, etc.). Le canton d'Old Delhi est encore identifiable sur une image d'un satellite en raison de la densité de maisons intra-muros.
Au sud de Delhi, se situe le Khooni Darwaza qui a été construit par Sher Shah Suri.

### Rues et quartiers
Le Chandni Chowk, où se trouve la rue principale, s'étend du Fort Rouge au Fatehpuri Masjid. À l'origine, un canal passait au milieu de la rue. Au nord de la rue, se trouve la maison de Begum Samru, maintenant appelée Bhagirath Palace. Au sud-est, se situe le Dariba Kalan, un quartier résidentiel dense, au-delà du Jama Masjid.
L'ourdou est parlé dans la section du Bazar ourdou d'Old Delhi. Le magazine Din Dunia et diverses autres publications en ourdou sont la raison pour laquelle cette langue reste en vie.

## Histoire
Le site de Shahjahanabad est au nord des premières habitations de Delhi. Sa partie sud chevauche une partie de la zone qui a été occupée par les Tughlûqs au XIVe, lorsqu'elle était le siège du sultanat de Delhi. Les sultans régnèrent à Delhi pendant 320 ans (1206 à 1526). Quand la dynastie moghole a pris place, les cinq dynasties étaient :
1. la dynastie des esclaves (1206 à 1290),
2. la dynastie des Khaldjî (1290-1320),
3. la dynastie des Tughlûq (1320 à 1414),
4. la dynastie des Sayyîd (1414-1451),
5. la dynastie des Lodi (1451 à 1526).

Delhi est restée un lieu important pour les Moghols, qui ont construit des palais et des forts. Plus important encore, Shâh Jahân, l'avait entourée de murs de 1638 à 1649, contenant le Lal Qila et le Chandni Chowk. Le premier cantonment de Delhi était situé à Daryaganj (en), après 1803, quand un régiment natif de Delhi y était stationné, été déplacé ensuite vers Ridge area. À l'est de Daryaganj se trouvait Raj Ghat : portail de la ville fortifiée, ouvert sur la rivière Yamuna. Le premier marché de gros à Old Delhi à être ouvert fut le marché du matériel de Chawri Bazaar (en) en 1840, le suivant était celui des fruits secs, des épices et des herbes à Khari Baoli, ouvert en 1850. Le Phool Mandi (marché aux fleurs) de Daryaganj a été créé en 1869, et aujourd'hui encore, bien qu'il ne desserve qu'une petite zone géographique, il est d'une grande importance en raison de la densité de la population.
Après la chute de l'Empire moghol, conséquence de la révolte des cipayes de 1857, le Raj britannique a déplacé la capitale de l'Inde à une ville plus stable, Calcutta, qui le resta jusqu'en 1911. Après l'annonce du changement, les Anglais développèrent Lutyens' Delhi (en) (l'actuelle New Delhi) juste au sud-ouest de Shahjahanabad. À ce moment, la vieille ville a commencé à être appelée Old Delhi, quand New Delhi est devenue le siège du gouvernement national, officiellement inauguré en 1931. Jusqu'aux années 1930, peu de gens s'aventuraient en dehors de la ville fortifiée ; aussi, dans les années suivantes, la ville fortifiée devenue de plus en plus peuplée, d'autres zones autour d'elle ont été développées.
Avec la formation de banlieues modernes, de la motorisation des moyens de transports, et du déplacement des centres de pouvoirs hors des murs, la bourgeoisie delhiite quitte progressivement la vieille ville, un phénomène accentué après l'indépendance de l'Inde. La Partition des Indes en 1947 entraîne un certain dépeuplement du Vieux-Delhi, particulièrement dans ses quartiers musulmans, mais qui sera de courte durée face à l'arrivée massive de réfugiés sikhs et hindous du Pendjab occidental. La ville absorbera tant bien que mal cette brusque expansion démographique, qui se concentre notamment dans le centre historique.

### Old Delhi en 1876

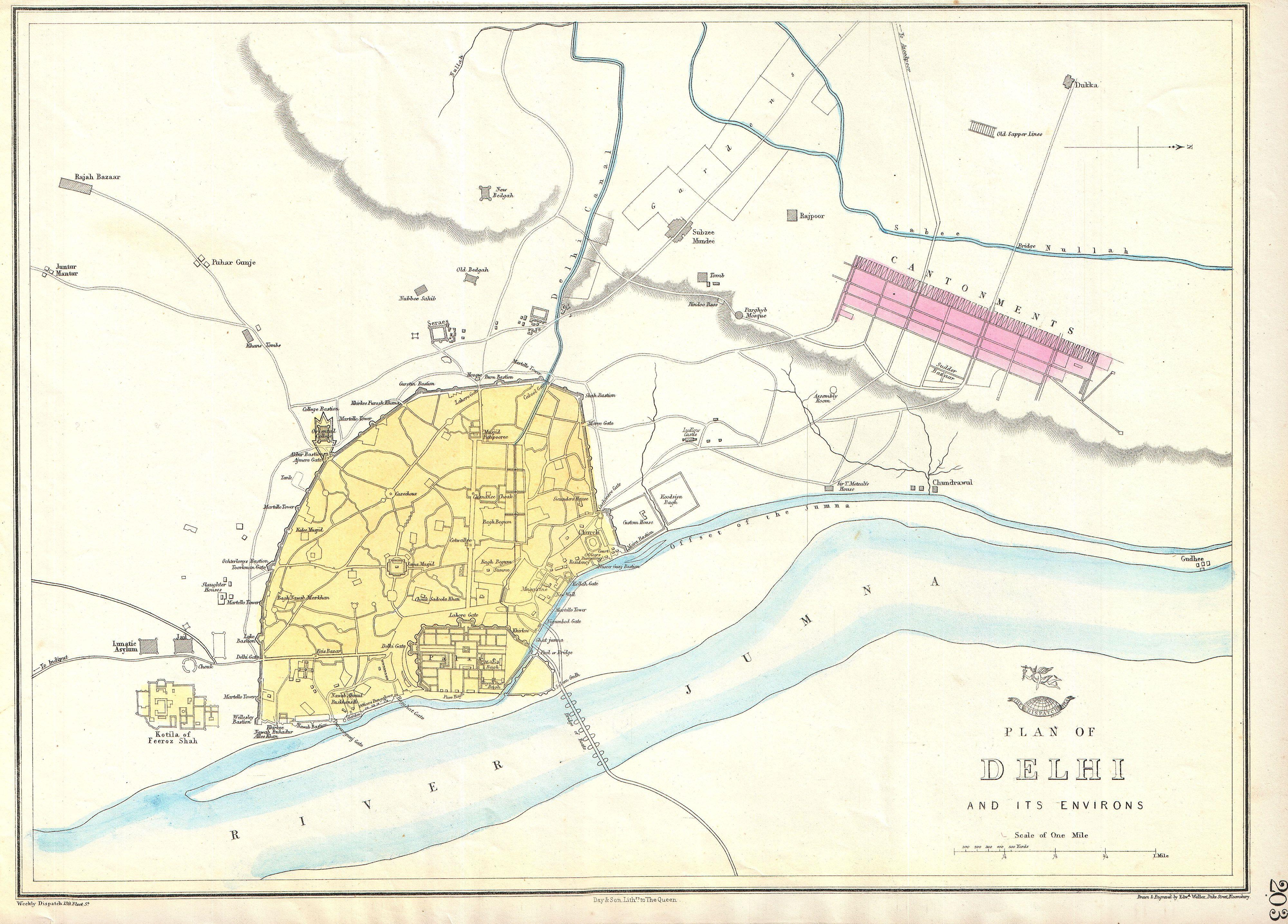
Carte historique de Delhi en 1863.

Carr Stephen décrit la ville de 1876 ainsi :
« Des deux rues décrites par François Bernier, la plus longue s'étend de la porte de Lahore de la cité jusqu'à la porte de Lahore de la citadelle, et l'autre de la porte de Delhi de la cité jusqu'à la porte de Lahore du fort. Ces deux rues ont été divisées en plusieurs sections, dont chacune a reçu un nom différent. Entre le Khuni Darwazah et l'actuel Kotwali, où se situait le poste de police, les maisons en face du Kotwail ont été construites à une courte distance de la ligne du reste des maisons de la rue, de façon à former un carré. Entre le Kotwali et la porte Taraiah, il y avait un réservoir dans le centre du Chandni Chauk, le site de ce qui est maintenant occupé par la Tour de l'horloge municipale. Les maisons rondes de Chandni Chauk étaient de la même hauteur, et étaient ornées de portes cintrées et balcons peints. Au nord et au sud de la place, il y avait deux portes, l'ancienne porte menait à la Sarai de Jehan Ara Begum, et l'autre à l'un des quartiers les plus populaires de la ville. La tour de l'horloge n'existe plus, bien que le site soit encore appelé Ghantaghar. Le Sarai de Jehan Ara Begum a été remplacé par l'hôtel de ville. Le Kotwali est maintenant limitrophe du Gurdwara Sahib Sis Ganj. »

## Cuisine d'Old Delhi
Old Delhi est bien connue pour sa cuisine. Jama Masjid et Lal Kuan sont en majorité musulmanes, aussi l'alimentation y est-elle plus carnée (Mughlai cuisine (en) ou cuisine dite « moghole »). Chandni Chowk est principalement habitée par des adeptes du jaïnisme et des Banians, aussi la nourriture y est-elle strictement végétarienne et très souvent sans oignon ni ail. La rue Gali Paranthe Wali (en), célèbre pour ses boulangers et vendeurs de paratha, et la pâtisserie ou confiserie (halwai (en) en hindi) Ghantewala (en), une des plus anciennes pâtisseries d'Inde en activité, depuis 1790, y sont situés.
Old Delhi est également célèbre pour sa cuisine de rue. Le Chandni Chowk et le Chawri Bazar comptent de nombreux points de vente.

## Photos

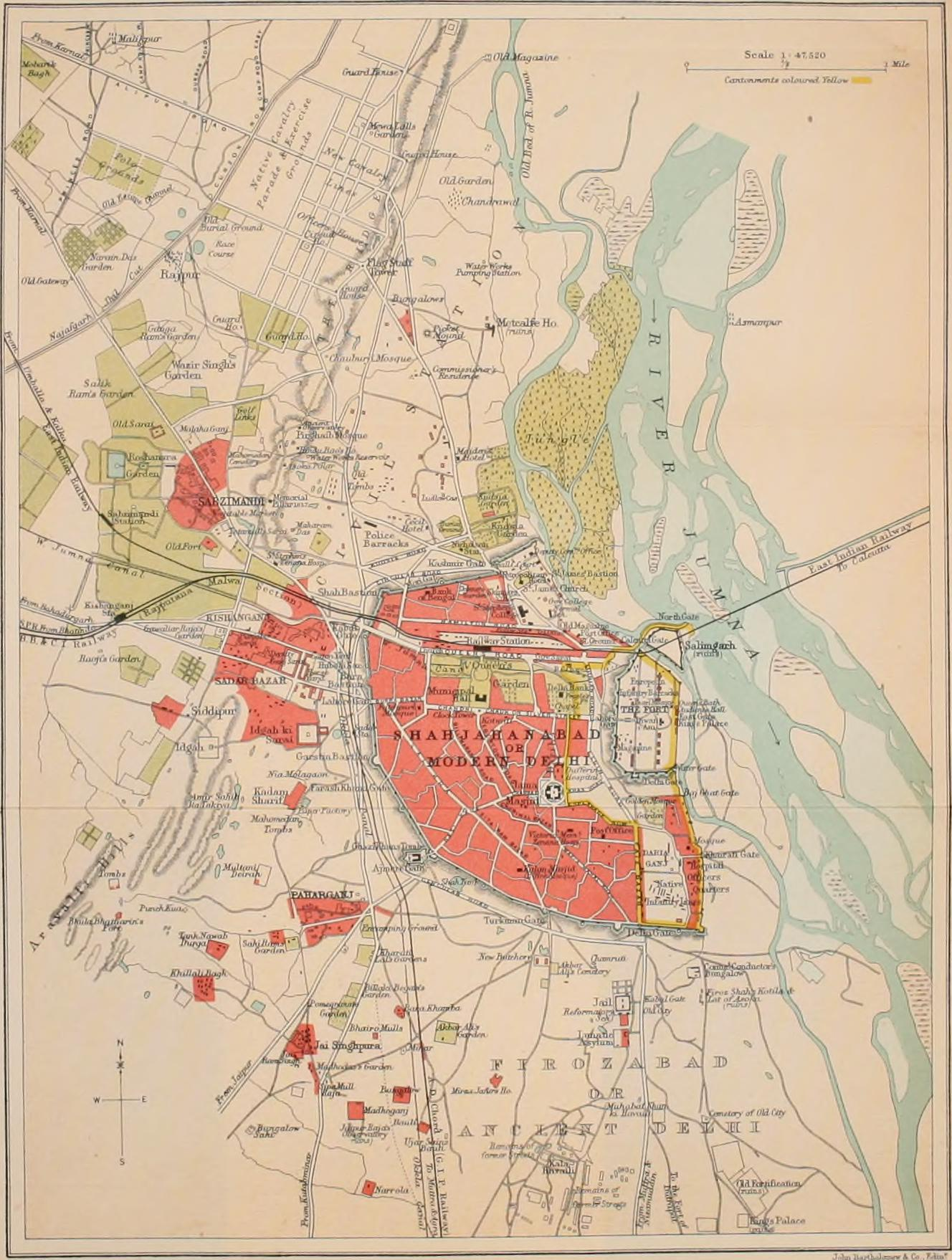
Carte d'Old Delhi en 1911.
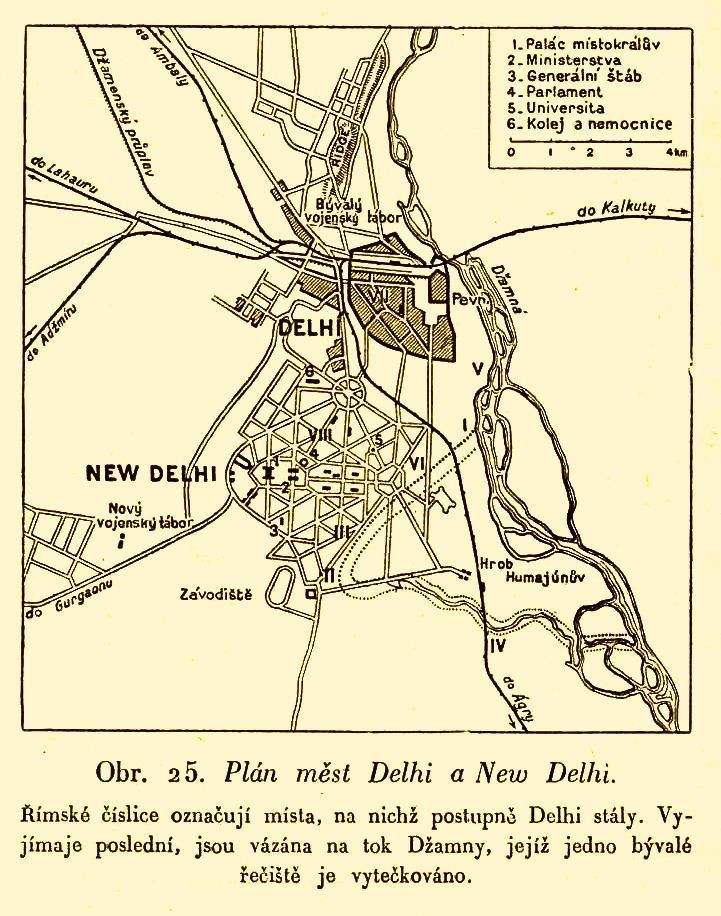
Carte de Delhi et New Delhi après la Première Guerre mondiale (la description est en tchèque).
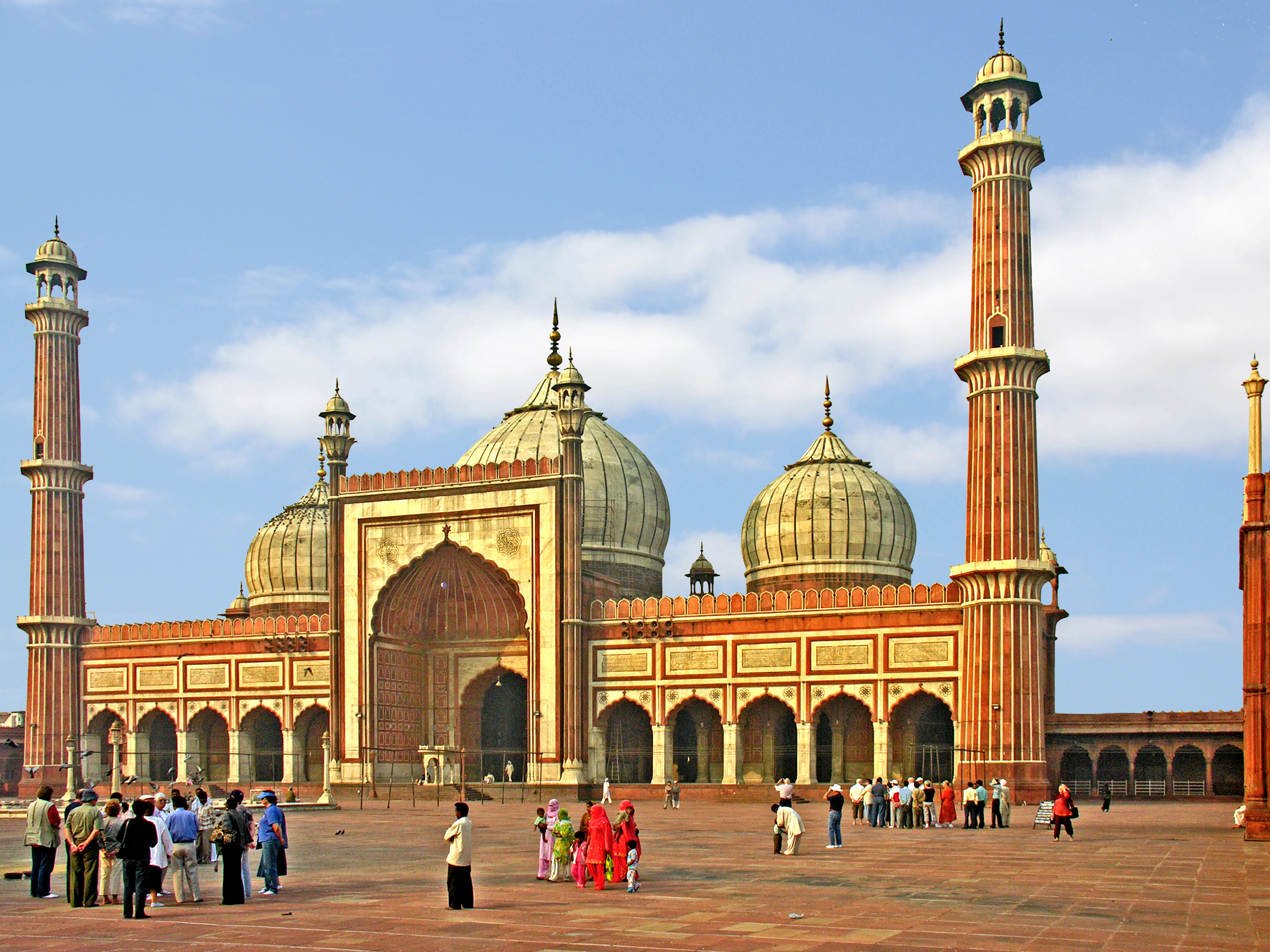
Le Jama Masjid construit par Shâh Jahân en 1656.
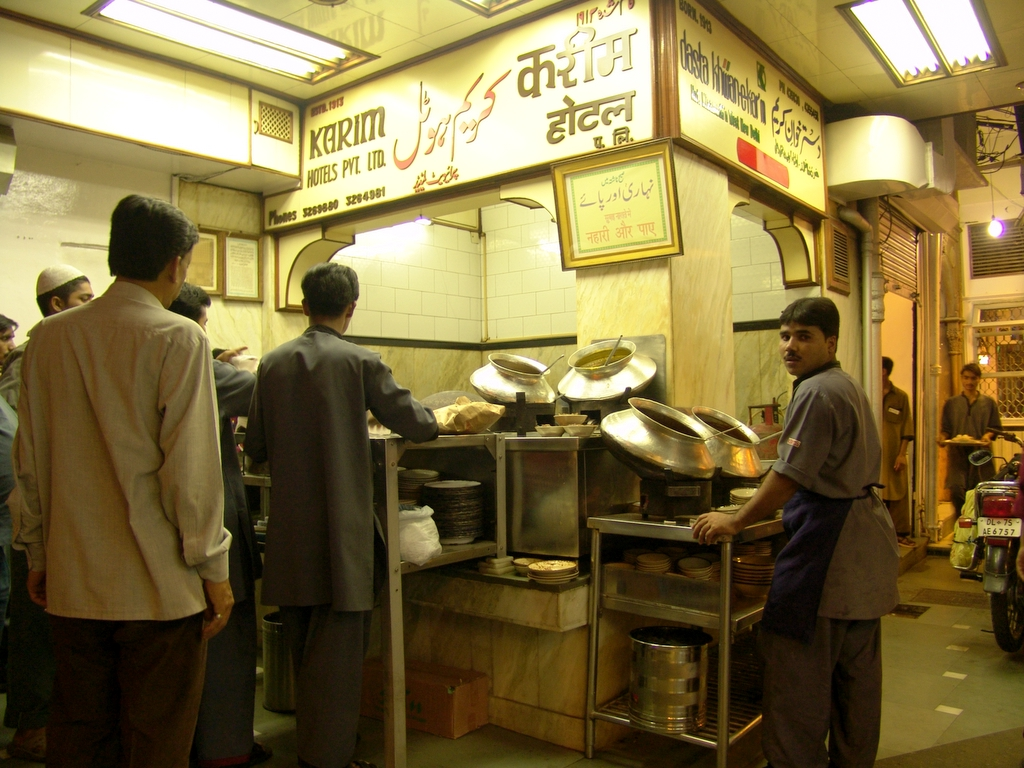
Le Karim d'Old Delhi.
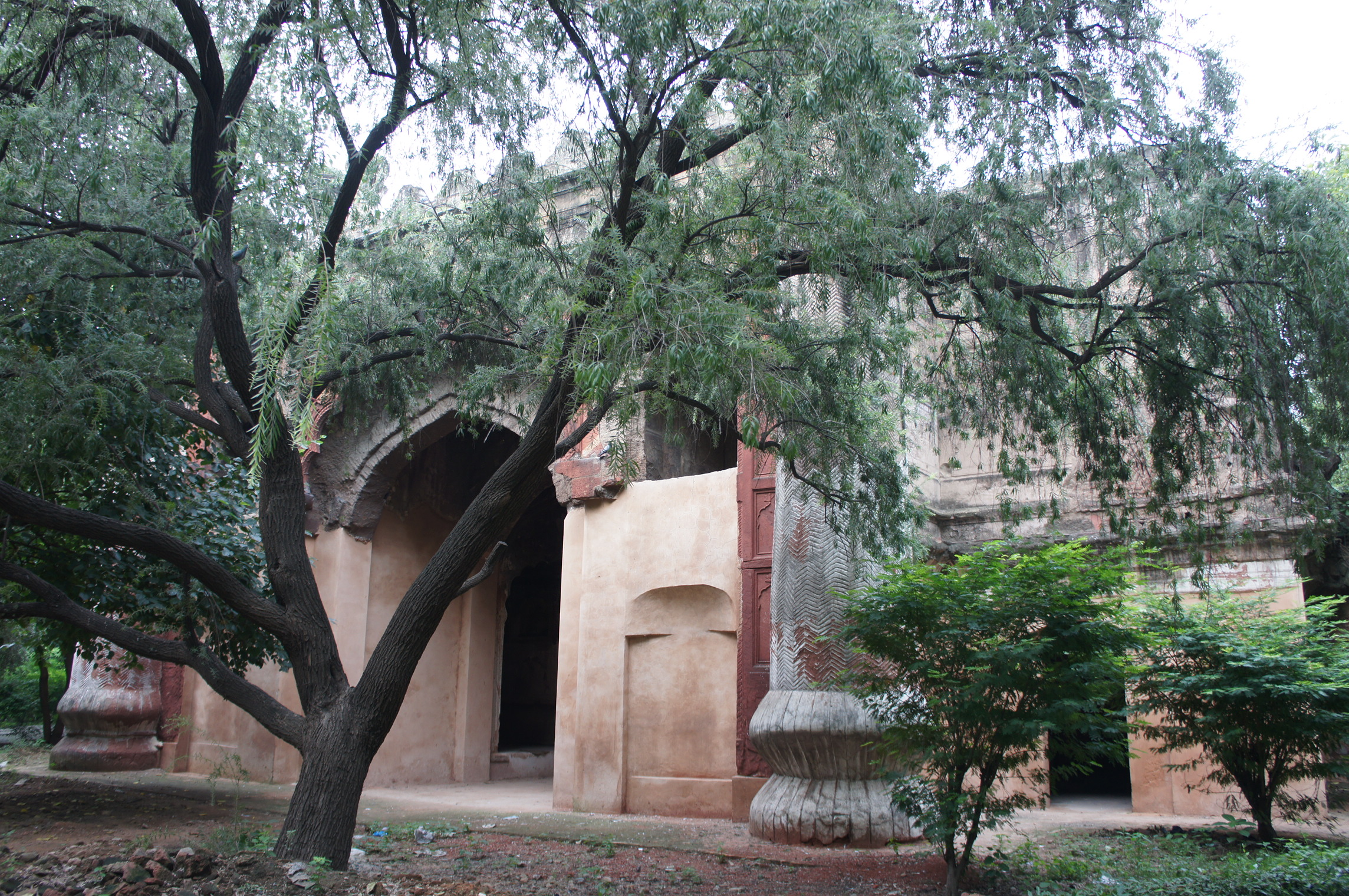
Porte d'entrée, jardin de Qudsia Bagh.